# Кубок Европейской конфедерации волейбола среди женщин 1981/1982
2-й розыгрыш Кубка Европейской конфедерации волейбола (ЕКВ) среди женщин проходил с 7 ноября 1981 по 14 февраля 1982 года с участием 14 клубных команд из 8 стран-членов Европейской конфедерации волейбола. Победителем турнира стала немецкая команда «УСК Мюнстер» (Мюнстер).

## Команды-участницы
| Страна     | Команда                      |
| ---------- | ---------------------------- |
| Австрия    | «Вюстенрот» (Зальцбург)      |
| Бельгия    | «Темсе» (Темсе)              |
| Бельгия    | «Хермес» (Остенде)           |
| Греция     | «Филатлитикос» (Салоники)    |
| Испания    | «Испано-Франсез» (Барселона) |
| Италия     | «Джефран» (Бергамо)          |
| Италия     | «Лайонс Беби» (Анкона)       |
| Италия     | «Чечина» (Чечина)            |
| Нидерланды | «Ван Хутен» (Херлен)         |
| Нидерланды | «Уббинк-Орион» (Дутинхем)    |
| ФРГ        | «Ойте» (Фехта)               |
| ФРГ        | «УСК Мюнстер» (Мюнстер)      |
| ФРГ        | «Шверте» (Шверте)            |
| Швейцария  | «Лозанна» (Лозанна)          |

## Система проведения розыгрыша
Турнир состоит из трёх раундов плей-офф и финального этапа. В раундах плей-офф команды делятся на пары и проводят между собой по два матча с разъездами. Победителем пары выходит команда, одержавшая две победы. В случае равенства побед победителем становится команда, имеющая лучшее соотношение партий по сумме обоих матчей. В случае равенства и этого показателя в дальнейшую стадию плей-офф выходит команда, имеющая лучшее соотношение игровых очков (мячей) по сумме матчей.
8 команд-участниц четвертьфинала плей-офф определяют четырёх участников финального этапа.
Финальный этап состоит из однокругового турнира, по результатам которого определяется итоговая расстановка мест. 

## 1-й раунд
ноябрь 1981
 «Чечина» —  «Темсе»
7 ноября. ?:?
.. ноября. ?:?
 «Ван Хутен» (Херлен) —  «Ойте» (Фехта)
7 ноября. 3:0 (15:8, 15:4, 15:4).
14 ноября. 3:0 (15:13, 15:11, 15:8).

## 1/8 финала
декабрь 1981
 «УСК Мюнстер» —  «Хермес» (Остенде)
.. декабря. 3:0.
20 декабря. 1:3 (15:8, 4:15, 14:16, 14:16).
 «Вюстенрот» (Зальцбург) —  «Уббинк-Орион» (Дутинхем)
.. декабря. 0:3.
.. декабря. 0:3.
 «Испано-Франсез» (Барселона) —  «Лозанна»
20 декабря. ?:?
21 декабря. 0:3 (1:15, 6:15, 2:15).
 «Ван Хутен» (Херлен) —  «Темсе»
13 декабря. 3:1 (15:7, 0:15, 15:3, 16:14).
20 декабря. 2:3 (13:15, 15:12, 6:15, 15:5, 7:15).
От участия в 1/8 финала освобождены:
 «Филатлитикос» (Салоники)

 «Джефран» (Бергамо)

 «Лайонс Беби» (Анкона)

 «Шверте»

## Четвертьфинал
январь 1982
 «УСК Мюнстер» — ...
 ?:?
 ?:?
 «Лайонс Беби» (Анкона) — ...
 ?:?
 ?:?
 «Уббинк-Орион» (Дутинхем) — ...
 ?:?
 ?:?
 «Ван Хутен» (Херлен) —  «Шверте»
 ?:?
 ?:?

## Финальный этап
12—14 февраля 1982.  Райне.
Участники:
 «УСК Мюнстер» (Мюнстер)

 «Лайонс Беби» (Анкона)

 «Ван Хутен» (Херлен)

 «Уббинк-Орион» (Дутинхем)

### Результаты
| М | Команда                   | 1   | 2   | 3   | 4   | И | В | П | С/П | О |
| - | ------------------------- | --- | --- | --- | --- | - | - | - | --- | - |
| 1 | «УСК Мюнстер»             |     | 3:- | 3:0 | 3:1 | 3 | 3 | 0 | 9:1 | 6 |
| 2 | «Лайонс Беби» (Анкона)    | -:3 |     | 3:2 | 3:2 | 3 | 2 | 1 | 6:7 | 5 |
| 3 | «Уббинк-Орион» (Дутинхем) | 0:3 | 2:3 |     | 3:2 | 3 | 1 | 2 | 5:8 | 4 |
| 4 | «Ван Хутен» (Херлен)      | 1:3 | 2:3 | 2:3 |     | 3 | 0 | 3 | 5:9 | 3 |

12 февраля
 «Лайонс Беби» —  «Ван Хутен»  
3:2 (10:15, 3:15, 15:4, 15:2, 15:7).
 «УСК Мюнстер» —  «Уббинк-Орион»
3:0.
13 февраля
 «Уббинк-Орион» —  «Ван Хутен»
3:2 (13:15, 7:15, 15:5, 15:7, 15:12).
 «УСК Мюнстер» —  «Лайонс Беби» 
3:-
14 февраля
 «Лайонс Беби» —  «Уббинк-Орион»
3:2.
 «УСК Мюнстер» —  «Ван Хутен»
3:1 (15:7, 12:15, 15:10, 15:7).

### Итоги

#### Положение команд
| «УСК Мюнстер» (Мюнстер)   |
| «Лайонс Беби» (Анкона)    |
| «Уббинк-Орион» (Дутинхем) |
| 4. «Ван Хутен» (Херлен)   |